# Flugunfall einer BAC 1-11 der Okada Air bei Sokoto
Ein Flugunfall einer BAC 1-11 der Okada Air ereignete sich am 26. Juni 1991 auf einem Inlandsflug der nigerianischen Fluggesellschaft Okada Air von Lagos nach Kano. Bei dem Zwischenfall musste eine BAC 1-11-402AP (5N-AOW) wegen Treibstoffmangel auf einem Feld landen, wobei vier Menschen starben.

## Maschine
Bei dem verunglückten Flugzeug handelte es sich um eine BAC 1-11-402AP, aus britischer Produktion, die die Werknummer 094 trug, am 3. Januar 1967 mit dem Testkennzeichen G-AVEJ ihren Erstflug absolviert hatte und anschließend an die Philippine Airlines ausgeliefert wurde, wo sie mit dem Luftfahrzeugkennzeichen PI-C1141 in Betrieb war. Am 12. März 1973 ging das Flugzeug in die Flotte der Quebecair über, wo es das Kennzeichen CF-QBR erhielt, das später in C-FQBR umgeändert wurde. Im Mai 1985 wurde die Maschine dort außer Betrieb genommen und die Registrierung am 30. Dezember 1985 gestrichen. Die Maschine ging anschließend an die nigerianische Okada Air, die eine große Flotte an Flugzeugen des Typs BAC 1-11 betrieb. Das zweistrahlige Mittelstrecken-Schmalrumpfflugzeug mit der Werksnummer 070 war mit zwei Triebwerken des Typs Rolls-Royce Spey 511-14 ausgestattet. Zum Zeitpunkt des Unfalls hatte die Maschine eine Betriebsleistung von 35.860 Betriebsstunden bei 39.057 Starts und Landungen absolviert.

## Insassen und Flugverlauf
Die Maschine startete um 19:05 Uhr Ortszeit vom Flughafen Murtala Mohammad in Lagos zu einem planmäßigen Inlandsflug zum Flughafen Kano. Den Flug hatten 48 Passagiere angetreten. Außerdem befand sich eine vierköpfige Besatzung an Bord, die aus einem Flugkapitän, einem Ersten Offizier und zwei Flugbegleitern bestand.

## Unfallhergang
Aufgrund einer Schlechtwetterfront konnte kein Direktflug nach Kano unternommen werden. Nach fast zwei Stunden in der Luft war es der Besatzung nicht gelungen, auf eine Flugstrecke nach Kano zu gelangen. Die Piloten stellten dann fest, dass sich die Maschine bei Sokoto, einer Stadt 380 Kilometer westlich von Kano befand. Aufgrund der Schlechtwetterfront waren sie nicht in der Lage, den Flug nach Kano fortzusetzen. Als sie gegen 21:00 Uhr den Flughafen Sokoto erreichten, war dieser geschlossen und die Befeuerung abgeschaltet. Der Flughafen wurde nur bei Tageslicht betrieben und bei Einbruch der Dunkelheit geschlossen.
Aufgrund von Kerosinmangel mussten die Piloten schließlich eine Notlandung auf einem Feld in sechs Kilometern Entfernung vom Flughafen Sokoto durchführen. Bei der Notlandung wurde das Fahrwerk abgerissen und die Maschine brach auseinander. Vier Passagiere kamen ums Leben.